# Афгано-туркменские отношения
Афгано-туркменские отношения — двусторонние дипломатические отношения между Афганистаном и Туркменистаном. Протяжённость государственной границы между странами составляет 804 км.

## Сравнительная характеристика
|                     | Туркменистан                                        | Афганистан                                        |
| ------------------- | --------------------------------------------------- | ------------------------------------------------- |
| Население           | 5 240 502                                           | 31 108 077                                        |
| Территория          | 491 200 км²                                         | 652 864 км²                                       |
| Плотность населения | 10 чел./км²                                         | 43,5 чел./км²                                     |
| Столица             | Ашхабад                                             | Кабул                                             |
| Крупнейший город    | Ашхабад                                             | Кабул                                             |
| Правительство       | президентская республика                            | президентская республика                          |
| Язык                | туркменский                                         | пушту и дари                                      |
| Основная религия    | Ислам суннитского толка                             | Ислам суннитского толка                           |
| ВВП                 | 33,679 млрд долларов США (6511 $ на душу населения) | 21,39 млрд долларов США (687 $ на душу населения) |
| ИРЧП                | 0,698                                               | 0,374                                             |

## История
Протокол об установлении дипломатических отношений между Туркменистаном и Исламской республикой Афганистан был подписан 21 февраля 1992 года. Территории этих стран находились под единым контролем в период династий Саманидов, Газневидов и Тимуридов. В 1750 году был подписан Договор о дружбе между афганцем Ахмад-шахом Дуррани и бухарцем Мохаммадом Мурадом Беком, река Амударья стала официальной границей Афганистана. 11 июля 2007 года была восстановлена двух километровая приграничная дорога между странами. Стоимость восстановления дороги обошлась сторонам в 550 000 долларов США. Президент Туркменистана Гурбангулы Бердымухамедов заявил, что его страна окажет помощь Афганистану в восстановлении экономики пострадавшей от многолетней гражданской войны.
С 2022 года новое правительство Афганистана (Талибан) начала реализовывать крупный проект по строительству канала Кош Тепа для забора воды из Амударьи, данный канал может существенно снизить количество пресной воды доступной для Туркменистана.

## Дипломатические представительства
В городе Кабуле действует посольство Туркменистана в Исламской Республике Афганистан, в Герате и Мазари-Шарифе действуют консульства Туркменистана.
В Ашхабаде функционирует посольство Исламской Республики Афганистан, чрезвычайный и полномочный посол — Мохаммад Фазил Сайфи.

## Посольство Туркменистана в Афганистане
Посольство Туркменистана в Афганистане (г. Кабул) открылось 11 марта 2002 года. Посольство расположено по адресу: Kabul, st. Wazir Akbar Khan, 13/3.
С июня 2012 года посольство возглавляет чрезвычайный и полномочный посол Туркменистана в Афганистане Хемра Тогалаков.

### Послы
1. Яранов, Аманмамед (2002—2007)
2. Мовламов, Атаджан (24.04.2008 — 26.06.2012)
3. Тогалаков, Хемра (26.06.2012 — н.в.)

## Посольство Афганистана в Туркменистане

### Послы
1. Шахмарданкул (2000 — 2003)
2. Абдул Керим Хаддам (2003 — 2009)
3. Мохаммад Фазел Сайфи (2009 — 2016)
4. Мирвайс Наб (2016 — 2019)
5. Наджибулла Алихил (2019 — 2020)
6. Хан Вали Хан Башармал (2020 — н.в.)

## Газопровод ТАПИ
Газопровод ТАПИ — проектируемый магистральный газопровод протяжённостью 1735 км из Туркменистана в Афганистан, Пакистан и Индию. Проектная мощность — 33 млрд кубометров газа в год. Предполагаемая стоимость проекта — $7,9 млрд. Сроки запуска проекта планируются на 2017 год.